# Pantostomus bullulatus
Pantostomus bullulatus är en tvåvingeart som beskrevs av Hesse 1956. Pantostomus bullulatus ingår i släktet Pantostomus och familjen svävflugor. Inga underarter finns listade i Catalogue of Life.